# Cressy (Genève)
Pour les articles homonymes, voir Cressy.
Cressy est un quartier à cheval sur les communes suisses de Bernex, Confignon et Onex, dans le canton de Genève. Il a connu un développement important à partir de 1999.

## École de Cressy
L'école de Cressy compte environ 240 élèves. Cette école est surnommée "La Luciole" en raison des lumières qui éclairent sa façade la nuit. 